# IC 2444
IC 2444 је спирална галаксија у сазвјежђу Рак која се налази на листи објеката дубоког неба у Индекс каталогу.
Деклинација објекта је + 30° 12' 46" а ректасцензија 9h 12m 50,8s. Привидна величина (магнитуда) објекта IC 2444 износи 14,1 а фотографска магнитуда 15,0. IC 2444 је још познат и под ознакама MCG 5-22-12, CGCG 151-22, NPM1G +30.0154, PGC 25969.